# Susie Scanlan
Susannah „Susie“ Scanlan (* 4. Juni 1990 in Saint Paul) ist eine ehemalige US-amerikanische Degenfechterin.

## Erfolge
Susie Scanlan nahm an den Olympischen Spielen 2012 in London teil, bei denen sie die Einzelkonkurrenz auf dem 34. Rang abschloss. Im Mannschaftswettbewerb erreichte sie mit der US-amerikanischen Equipe das Halbfinale, das gegen Südkorea verloren wurde. Das abschließende Gefecht um Platz drei gegen Russland endete mit 31:30 knapp zugunsten der US-Amerikanerinnen, zu denen neben Scanlan noch Maya Lawrence, sowie Courtney und Kelley Hurley gehörten. Nach den Spielen beendete sie ihre Karriere.
Scanlan studierte im Anschluss an der Princeton University, für die sie auch im Collegesport aktiv war.